# Uziel García
Uziel Amin „Uche” García Martínez (ur. 9 kwietnia 2001 w Rioverde) – meksykański piłkarz występujący na pozycji lewego lub środkowego obrońcy, od 2024 roku zawodnik Tapatío.